# Lorenzo Gatto
Lorenzo Gatto (* 2. prosince 1986 Brusel) je belgický houslista.

## Životopis
Začal se učit hře na housle v pěti letech u Dirka van der Moortela. V pouhých jedenácti nastoupil na Královskou bruselskou konzervatoř k Veronique Bogaerts, kde studium dokončil o 6 let později. Dále studoval u Hermana Krebberse v Nizozemsku, Augustina Dumaye na Queen Elisabeth Music Chapel ve Waterloo a u Borise Kuschnira ve Vídni.
Hrál s mnoha dirigenty, např. s Walterem Wellerem, Yannickem Nézet-Séguinem, Vladimirem Spivakovem atd.. Věnuje se komorní hudbě, kde setkal se jmény jako Gérard Caussé, Frank Braley, Mischa Maisky či Martha Argerichová.
Hraje na housle "Joachim" z roku 1698 od Stradivaria a také na housle z roku 1864 od Vuillauma.

## Ocenění
- První cena, International Andrea Postacchini Competition, 2003
- První cena a cena publika, International RNCM Competition, 2005
- Druhá cena a cena publika, Queen Elizabeth Competition, 2009

## Diskografie
- Beethoven: Violin Sonatas Nos. 9 Kreutzer; 4 & 2; Ludwig van Beethoven: Houslová sonáta č. 9 (Kreutzerova sonáta), Houslová sonáta č. 2, Houslová sonáta č. 4. Julien Libeer
- Beethoven: Violin Concerto & Romances; Ludwig van Beethoven: Houslový koncert, Houslové Romance (č. 1 a č. 2). Orchestre de Chambre Pelléas, Benjamin Levy
- Concerto pour violon n° 2, symphonie n° 1; Bohuslav Martinů: Houslový koncert č. 2, Symfonie č. 1
- The seven concertos; Henri Vieuxtemps: Houslový koncert č. 1 e dur, Houslový koncert č. 2 fis-dur, Houslový koncert č. 3 a moll, Houslový koncert č. 4 d moll, Houslový koncert č. 5 a moll, Houslový koncert č. 6 g dur, Houslový koncert č. 7 a moll. Orchestre Philharmonique de Liège Wallonie Bruxelles, Patrick Davin
- Deconstructing the Wall; George Enescu: Violin Sonata No. 3, Bohuslav Martinů: Five Madrigal Stanzas for Violin and Piano, Vasilije Mokranjac: Sonata for violin & piano in G minor. Milo Popovi
- Divertimento KV.563; Wolfgang Amadeus Mozart: Divertimento KV. 563. Suys Diederik, Walnier Sébastien
- Queen Elizabeth violin competition (compilation); Niccolò Paganini
- Die Forelle; Franz Schubert: Die Forelle. Griet De Geyter, Pascal Mantin, Lorenzo Gatto, Diederik Suys , Walnier Sébastien , Bruno Suys
- La grâce exilée – Concertos; Benoît Mernier: Concert pour violon et orchestre, Vi(v)a! ouverture pour orchestre, Concerto pour piano et orchestre. Orchestre national de Belgique, Orchestre Philharmonique Royal de Liège, Orchestre national Montpellier Languedoc-Roussillon, Andrey Boreyko, Paul Daniel, Ernest Martinez Izquierdo, David Lively